# 深水埗運動場

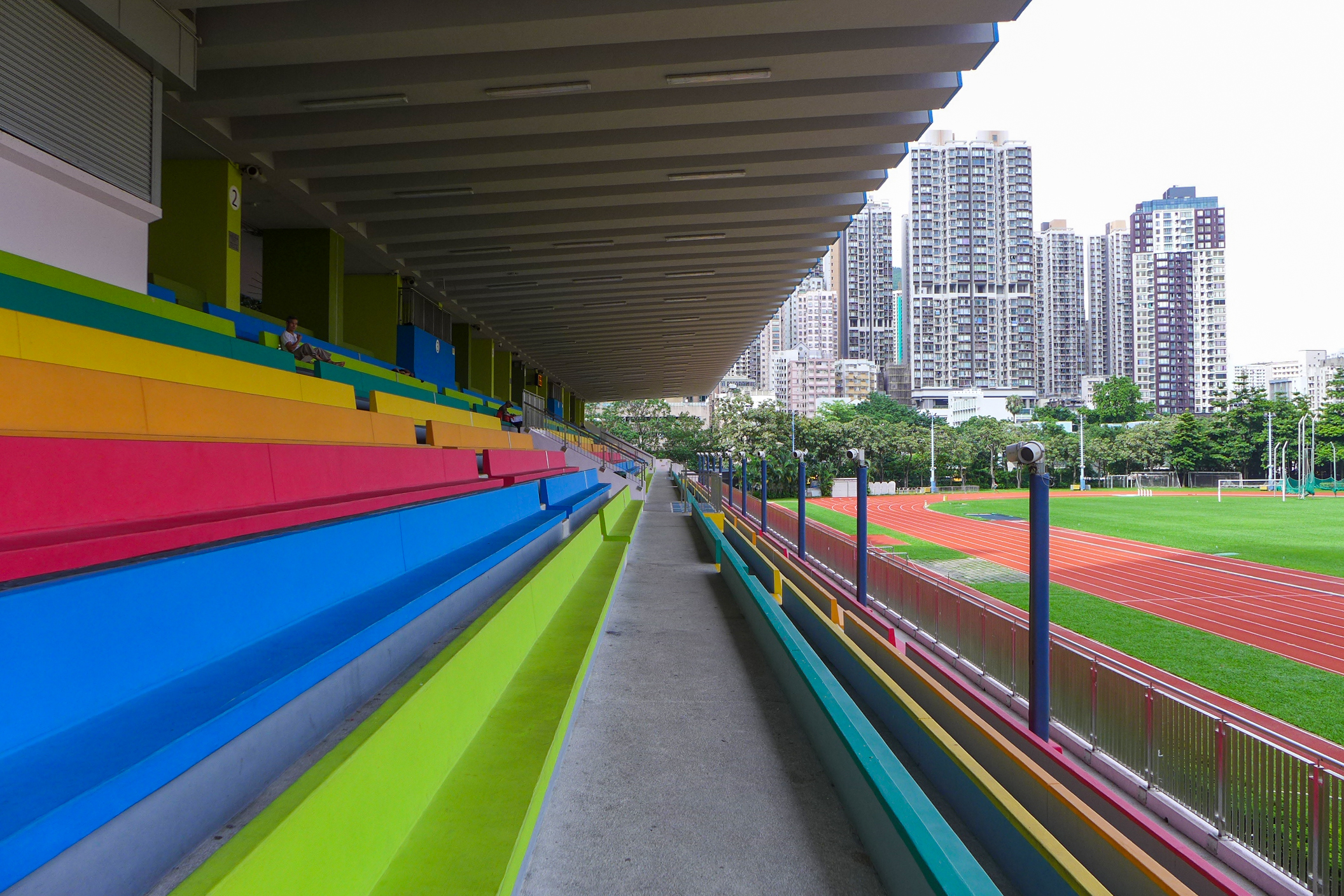
運動場看台

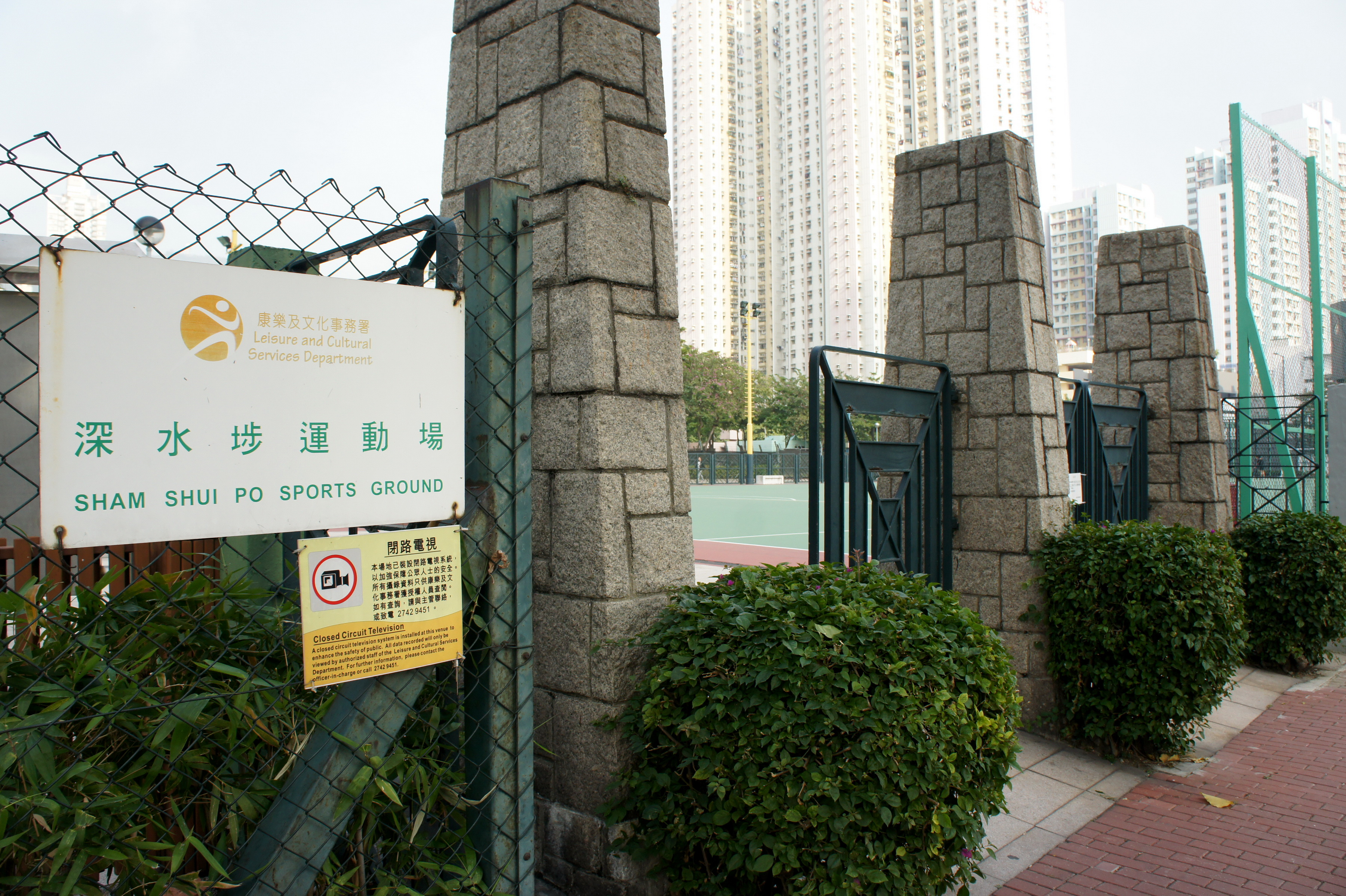
深水埗運動場荔枝角道入口

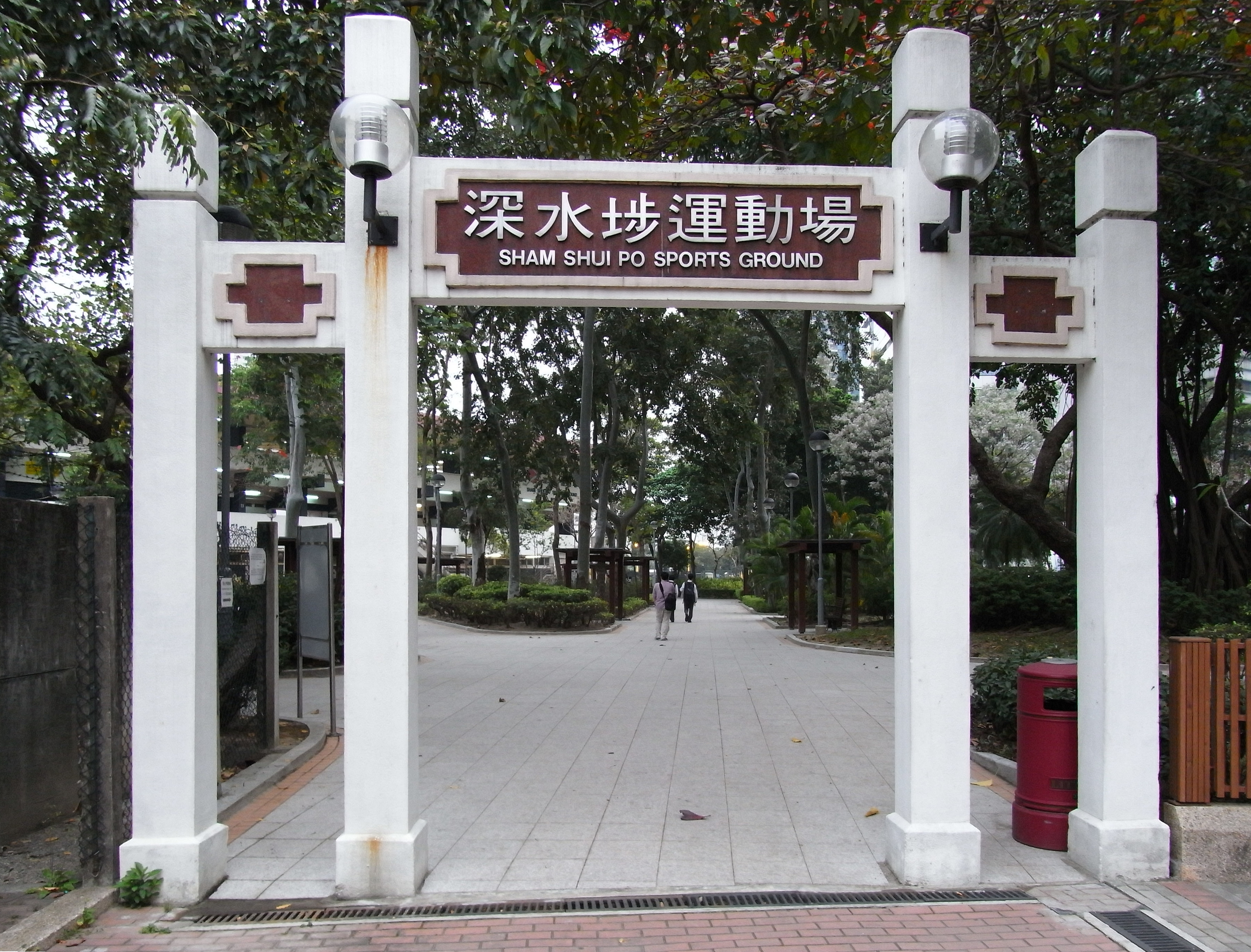
長沙灣道入口

深水埗運動場（英語：Sham Shui Po Sports Ground）是香港一個由康樂及文化事務署管理的田徑及足球運動場，位處九龍長沙灣興華街3號，1988年建成，由前市政局議員范錦平於1月9日主持奠基禮，球場現為港超聯球隊九龍城主場。
深水埗運動場位於長沙灣西部，靠近荔枝角站，是該地區地名偏移最遠的設施。

## 大型活動

### 本地足球
深水埗運動場曾在1990年代初期於旺角大球場重建期間舉行甲組足球聯賽，1990年11月1日，甲組聯賽東方對麗新首次安排在該球場上演，從1990/1991年度球季起至1996/1997年度球季，球場一直都成為香港足球總會舉行的甲組賽事的主要場地之一。目前亦有舉行乙丙組聯賽賽事。
2009-2010年度球季，香港足球總會全面試行主客制，四海體育會獲派深水埗運動場作為主場球場。
2009年9月13日實行主客制後，首場甲組賽事為四海流浪主場迎戰沙田，最終四海流浪以1:0勝出，賽事吸引到653名球迷入場，而門票收入為港幣$11,700元正。
2009-2010年度球季下半季，傑志宣佈餘下的主場賽場將移師至深水埗運動場上演。2009年4月10日，上演深水埗打比，結果，雙方以1:1打成平手。
2011-2012年度球季，升班馬深水埗取代四海流浪以深水埗運動場作主場。
2011年9月10日，深水埗首次於甲組亮相主場迎戰公民，最終深水埗不敵公民，以0:1落敗。賽事吸引1,855名球迷入場，而門票收入為港幣$32,240元正。
2011年9月18日，在深水埗運動場舉行的bma甲組足球聯賽，深水埗迎戰南華，賽事吸引到2,185名球迷入場門券收入港幣$86,150元正，深水埗運動場首次高掛紅旗。
2012-2013年度球季由流浪取代降班的深水埗以深水埗運動場作主場，此安排於2013-14年球季延續。
2014-15年球季，YFC澳滌主場
2015-16年球季，夢想駿其主場
2016-17年球季，理文流浪主場
2017-18年球季，標準流浪主場
2018-19年球季，凱景體育會主場
2019-20球季，理文主場
2020-21球季，愉園主場
2021-22年球季，標準流浪主場
2022-24年球季，深水埗主場
2024-25年球季，九龍城主場

### 其他
1999年渣打馬拉松首次移師於香港島的中環作起點，途經西區海底隧道與長青隧道，並以九龍深水埗運動場為終點。
2005年5月22日由香港童軍九龍地域舉辦的「千人同心快樂傘」齊創紀錄活動於深水埗運動場舉行，經過嚴格審訂後，是次活動已被列入《健力士世界紀錄大全》，以誌當日同時有1,300名參加者舞動快樂傘遊戲。
2007年10月1日香港浸信會聯會在深水埗運動場舉行「第23屆全港浸信會陸上運動會」。
2007年10月19日嗇色園黃大仙祠和青松觀在深水埗運動場舉行香港歷來最大型之禮斗科儀法會「慶十載回歸 迎O8奧運 為香港市民祈福禮斗大典」，為全港市民及中華奧運健兒祈福。

## 設施
設有有蓋看台、1個草地足球場及1條長400米八線的田徑跑道。

## 開放安排
於運動場未有租出時，會向公眾開放作緩步跑用途，並將開放時段印製成時間表，每月上旬放於場地入口供公眾取閱。
於足球比賽進行期間，最內側3條線道會關閉。